# 인천 로봇랜드
인천 로봇랜드는 인천광역시 서구 원창동에 조성되는 로봇산업과 테마파크가 결합된 복합문화공간이다.

## 조성계획
인천 로봇랜드는 '지능형 로봇개발 및 보급촉진법' 제 30조 1항에 의한 로봇랜드 조성을 위한 기본계획에 의해 조성되며 여기에는 로봇랜드 위치와 면적, 로봇랜드 사업시행자, 로봇랜드 조성기간과 방법, 토지 이용계획 및 부지 확보방안, 로봇랜드 주요시설 배치계획 등을 담고 있다.
한편 인천광역시는 하늘을 나는 무인 비행체인 드론의 안전을 국가가 인증한 제도의 도입 필요성을 국토교통부에 제안하고, 이에 일환으로 항공안전기술원이 추진하는 드론인증센터 공모에 참여해 청라 로봇랜드에 유치한 성과를 거뒀다. 드론인증센터 설립은 2019년부터 2023년까지 국토교통부가 주관한 사업으로 232억원의 국비가 지원될 예정이다.

## 드론 전용 비행시험장
드론 전용 비행시험장은 항공안전기술원에서 권역별 단위로 추진하는 주요 사업중 하나이다. 드론전용비행시험장은 운영센터와 정비고 그리고 헬리패드등 주요 시설이 자리잡는다. 강원도 영월, 충북 보은, 경남 고성을 비롯해 인천시 청라 로봇랜드에 신규예정이다.  특히  헬리패드 및 활주로가 구비되는 드론 전용 비행시험장이다.

## 건물 목록
- 로봇산업지원센터
- 로봇연구소

## 같이 보기
- 마산 로봇랜드